# Francesco Arese
Francesco Arese (ur. 13 kwietnia 1944 w Centallo) – włoski lekkoatleta specjalizujący się w biegach średnich.

## Kariera sportowa
Złoty medalista Uniwersjady 1970 w Turynie w biegu na 1500 m. Na tym samym dystansie, w Helsinkach w 1971, zdobył tytuł mistrza Europy. Wicemistrz igrzysk śródziemnomorskich (1971) Dwukrotnie startował w Igrzyskach Olimpijskich – Meksyk 1968 i Monachium 1972 – bez większych sukcesów.
Od 2004 do 2012 pełnił funkcję szefa FIDAL.